# Iskosim
Iskosim (tádzsik írással: Ишкошим) város Tádzsikisztán Hegyi-Badahsán autonóm tartományában, az Iskosimi járás székhelye. Lakossága meghaladja a 6500 főt. A város a Pandzs folyó mentén, a tartományi székhelytől, Horogtól mintegy 100 km-re délre fekszik, ahol a folyó az afgán–tádzsik határon északi irányt vesz. A folyó túlpartján, Afganisztánban hasonló nevű település található. (Az afgán város, Iskasim neve a perzsa kiejtést követi.)  Az afgán Iskasim és a tádzsik Iskosim között a Padzs folyón 2006-ban nyitották meg a felújított hidat.